# În căutarea lui Nemo
În căutarea lui Nemo (în engleză Finding Nemo) este un film de animație CGI, produs de Pixar Animation Studios, regizat de Andrew Stanton și Lee Unkrich și lansat de Walt Disney Pictures și Buena Vista Distribution pe 30 mai 2003 în Statele Unite.